# Boknästing
Boknästing (Eutypella quaternata) är en svampart som först beskrevs av Christiaan Hendrik Persoon, och fick sitt nu gällande namn av Rappaz 1987. Eutypella quaternata ingår i släktet Eutypella och familjen Diatrypaceae.   Inga underarter finns listade i Catalogue of Life.
I den svenska databasen Dyntaxa används istället namnet Quaternaria quaternata för samma taxon.  Arten är reproducerande i Sverige.